# Rożna
Rożna (biał. Рожна; ros. Рожно, Rożno) – wieś na Białorusi, w obwodzie witebskim, w rejonie lepelskim, w sielsowiecie Domżarycy. W 2009 roku liczyła 52 mieszkańców.